# عالیجناب (مجموعه تلویزیونی کره جنوبی)
عالیجناب (انگلیسی: Your Honor; کره‌ای: 친애하는 판사님께) یک مجموعهٔ تلویزیونی کره جنوبی سال ۲۰۱۸ با بازی یون شی-یون، لی یو-یونگ، پارک بیونگ-اون و کوان نارا است. ای مجموعه از ۲۵ ژوئیه تا ۲۰سپتامبر ۲۰۱۸، روزهای چهارشنبه و پنجشنبه ساعت ۲۲:۰۰ (کی‌اس‌تی) از اس‌بی‌اس پخش شد.

## بازیگران

### اصلی
- یون شی-یون در نقش هان کانگ هو/هان سو هو[۶][۷]
- لی یو-یونگ در نقش سونگ سو اون[۸][۹]
- پارک بیونگ-اون در نقش اوه سانگ چول[۱۰]
- کوان نارا در نقش جو اون[۱۱][۱۲]